# سونگچئون-دونگ
سونگچئون-دونگ (به لاتین: Songcheon-dong) یک منطقهٔ مسکونی در کره جنوبی است که در Gangbuk District واقع شده‌است.